# ファン・ヨンデ功績賞

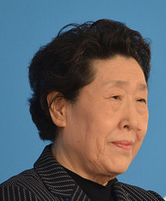
ファン・ヨンデ

ファン・ヨンデ功績賞（英語：Whang Youn Dai Achievement Award）は、パラリンピックの精神を体現し、成績だけでなく世界中に感動を与えた選手、男女それぞれ1名ずつにパラリンピック大会時に贈られる賞。
1988年に開催されたソウルパラリンピック大会の際に、大韓民国の女性医師である黄年代（ファン・ヨンデ）によって創設された。以降、パラリンピック大会の際に毎回男女それぞれ1名ずつに贈られるようになった。
国際パラリンピック委員会によると、この賞は「選手の実績よりも、公正、正直で、パラリンピック精神の体現に不屈の意思を発揮した個人に贈られる（the award is for someone who is fair, honest and is uncompromising in his or her values and prioritizes the promotion of the Paralympic Movement above personal recognition.）」とされている。参加選手のうちから、男女3人ずつが最終選考に選ばれ、そのうち男女1人ずつが最後に選ばれ、閉会式で金メダルを授与される。

## 受賞者
| 大会年次 | 開催地             | 夏季・冬季 | 受賞者                         | NPC              | Ref    |
| -------- | ------------------ | ---------- | ------------------------------ | ---------------- | ------ |
| 1988     | ソウル             | 夏季       | アン・トロットマン             | イギリス         | [ 2 ]  |
| 1988     | ソウル             | 夏季       | ペール・モルテン               | カナダ           | [ 2 ]  |
| 1992     | バルセロナ         | 夏季       | ジャシル・ウルフガング         | アメリカ合衆国   | [ 3 ]  |
| 1992     | バルセロナ         | 夏季       | ガブリエル・アンヘル           | チリ             | [ 3 ]  |
| 1996     | アトランタ         | 夏季       | ベアトリズ・メンドーザ・リベロ | スペイン         | [ 4 ]  |
| 1996     | アトランタ         | 夏季       | デビッド・レガ                 | スウェーデン     | [ 4 ]  |
| 1998     | 長野               | 冬季       | キム・ミジョン                 | 韓国             | [ 5 ]  |
| 1998     | 長野               | 冬季       | マルチン・コス                 | ポーランド       | [ 5 ]  |
| 2000     | シドニー           | 夏季       | マルティナ・ヴィリング         | ドイツ           | [ 6 ]  |
| 2000     | シドニー           | 夏季       | ウマール・コネ                 | コートジボワール | [ 6 ]  |
| 2002     | ソルトレイクシティ | 冬季       | ローレン・ウールステンクロフト | カナダ           | [ 7 ]  |
| 2002     | ソルトレイクシティ | 冬季       | アクセル・ヘクター             | ドイツ           | [ 7 ]  |
| 2004     | アテネ             | 夏季       | ザネレ・シティ                 | 南アフリカ共和国 | [ 8 ]  |
| 2004     | アテネ             | 夏季       | ライナー・シュミット           | ドイツ           | [ 8 ]  |
| 2006     | トリノ             | 冬季       | オレナ・イウコブスカ           | ウクライナ       | [ 9 ]  |
| 2006     | トリノ             | 冬季       | ロニー・ハナー                 | アメリカ合衆国   | [ 9 ]  |
| 2008     | 北京               | 夏季       | ナタリー・デュトワ             | 南アフリカ共和国 | [ 10 ] |
| 2008     | 北京               | 夏季       | サイード・ゴメス               | パナマ           | [ 10 ] |
| 2010     | バンクーバー       | 冬季       | コレット・ブルゴニエ           | カナダ           | [ 11 ] |
| 2010     | バンクーバー       | 冬季       | 遠藤隆行                       | 日本             | [ 11 ] |
| 2012     | ロンドン           | 夏季       | ザカヨ・マリー                 | ケニア           | [ 12 ] |
| 2012     | ロンドン           | 夏季       | マイケル・マキロップ           | アイルランド     | [ 12 ] |
| 2014     | ソチ               | 冬季       | ビビアン・メンテル             | オランダ         | [ 13 ] |
| 2014     | ソチ               | 冬季       | トビー・ケイン                 | オーストラリア   | [ 13 ] |
| 2016     | リオデジャネイロ   | 夏季       | イブラヒム・アル フセイン      | 難民選手団       | [ 14 ] |
| 2016     | リオデジャネイロ   | 夏季       | タチアナ・マクファデン         | アメリカ合衆国   | [ 14 ] |
| 2018     | 平昌               | 冬季       | アダム・ホール                 | ニュージーランド | [ 15 ] |
| 2018     | 平昌               | 冬季       | シニ・ビュー                   | フィンランド     | [ 15 ] |